# Sehener
Sehener (thay thế được đọc là Seheneser  và Sehefener ) là một công chúa Ai Cập cổ đại sống vào cuối triều đại thứ 2. Người ta tranh cãi về việc ai là vua (pharaoh) trị vì trong suốt cuộc đời của Sehener.

## Danh tính
Tên của Sehener dường như rất khó đọc, các học giả khác nhau đề xuất cách đọc khác nhau: James Edward Quibell đề xuất Sehener và Seheneser, Hartwig Altenmüller thay vì đọc Sehefener.
Sehener chỉ được chứng thực bởi tấm bia trang trí của bà. Bên cạnh không có gì được biết về sự nghiệp của bà, ngoại trừ danh hiệu của bà là một công chúa. Tuy nhiên, tấm bia trang trí phong phú có thể chỉ ra rằng Sehener khá giàu có và có tầm quan trọng. Nó cũng không rõ, chính xác bà ấy là con gái của ai. Phong cách trang trí dẫn các nhà Ai Cập học như James Edward Quibell  và Hartwig Altenmüller  đến một cơ sở dữ liệu vào thời điểm giữa giữa và cuối triều đại thứ 2.

### Danh hiệu
Là một công chúa, Sehener mang nhiều danh hiệu ưu tú và ngoan đạo:
- Con gái của nhà vua (tiếng Ai Cập: Sat-nesw).

### Tấm bia
Tấm bia đá của Sehener được James Edward Quibell tìm thấy trong phòng chôn cất bị hư hỏng nặng của mastaba 2146-E ở Saqqara. Nó được làm bằng đá vôi đánh bóng và kích thước 112 x 52 cm. Cảnh biếu lễ vật nằm ở trung tâm của tấm và chiếm lấy 57 x 42 cm không gian.
Sehener được miêu tả là một người phụ nữ đang ngồi, bà ấy có một kiểu tóc uốn xoăn tinh xảo kết thúc bằng những đường diềm dài, thanh tú. Bà ấy mặc một chiếc váy bó sát được thắt lại với nhau trên vai trái, nút thắt được làm bằng một dây buộc có hình dạng của Tijt -oul. Người phụ nữ cũng đeo một chiếc vòng cổ ngọc trai tinh tế. Sehener nhìn sang bên phải và với lấy một loại bánh hoặc bánh trên bàn cúng dường. Nửa bên phải của cửa sổ hiển thị được trang trí với sự sắp xếp chung của việc cung cấp thực phẩm.
Toàn bộ khung cảnh bàn dâng lệ vật lần lượt được bao quanh bởi một danh sách lưu trữ rộng lớn với hình dạng các ngăn được sắp xếp gọn gàng. Mỗi ngăn cung cấp nhãn chính xác của từng hàng hóa bằng chữ tượng hình, cùng với một bản thu nhỏ của chính vật phẩm. Ngoài ra, số chữ tượng hình cho số lượng của mỗi loại - tấm bia của Sehener có thể là ví dụ sớm nhất được biết để làm ra hình ảnh như vậy.

## Mộ
Ngôi mộ của Sehener là một mastaba nhỏ 2146-E tại Saqqara. Ngôi mộ bị hư hại nặng nề và hầu hết nội thất đã bị phá hủy bởi những kẻ cướp mộ. Nội thất bao gồm một hành lang đơn giản kết thúc trong một phòng chôn cất duy nhất. Phòng chôn cất được cho là nơi trưng bày ban đầu của tấm bia, như thường lệ của triều đại thứ hai.